# Vogelgesang (Braunichswalde)
Vogelgesang ist ein Ortsteil von Braunichswalde im Landkreis Greiz in Thüringen.

## Lage
An der Kreisstraße 503 und einen Kilometer nordöstlich von Braunichswalde entfernt befindet sich Vogelsang an der Landesstraße 1081 mitten in der Feldmark an der Landesgrenze zu Sachsen. Etwas südlicher steht der Bahnhof Seelingstädt.

## Geschichte
Am 29. November 1421 wurde der Ort erstmals urkundlich genannt. Zwischenzeitlich haben sich in dem Ortsteil einige Firmen und Gewerbe angesiedelt.